# Opération Sandstone
Vous lisez un « bon article » labellisé en 2012.
L'opération Sandstone est une série d'essais nucléaires menée par les États-Unis au Pacific Proving Grounds, sur l'atoll d'Eniwetok dans les îles Marshall en Micronésie, en avril et mai 1948. Troisième série d'essais de ce pays, elle suit l'opération Crossroads et précède l'opération Ranger. La Commission de l'énergie atomique des États-Unis supervise les essais, alors que les forces armées des États-Unis apportent leur soutien, car cette opération vise surtout à valider de nouvelles conceptions d'explosifs nucléaires plutôt que leurs effets. Pendant les trois essais, tous réussis, les recherches américaines en armement nucléaire sont réorientées.

## Origines
C'est pendant la Seconde Guerre mondiale que les États-Unis mettent au point les premières armes nucléaires. Le projet Manhattan a créé un réseau de sites de fabrication, amorcé des efforts massifs de recherche dans l'armement nucléaire et établi le laboratoire national de Los Alamos (LNLA) dans le but de concevoir des armes. Les efforts du projet ont permis de fabriquer deux bombes :
- Mark 1, une bombe atomique à insertion dont le matériau fissile est de l'uranium 235. Cette technique est utilisée dans Little Boy ;
- Mark 3, une bombe atomique à implosion dont le matériau fissile est du plutonium. Cette technique est utilisée dans Fat Man.

Ces armes ressemblent par plusieurs aspects aux engins explosifs mis au point en laboratoire. Les principes mis en œuvre sont validés, mais ne permettent pas d'envisager une production à grande échelle. En effet, ces armes doivent être fiables, ne pas exploser pendant qu'elles sont manipulées et relativement faciles à entreposer. Par ailleurs, des suggestions d'améliorations et des recommandations ont été faites pendant et après la guerre, lesquelles n'ont pu être étudiées ou testées à cause de l'urgence de mettre fin à la guerre avec le Japon. Norris Bradbury, qui a remplacé Robert Oppenheimer à la tête du LNLA, a écrit que « nous avions, sans ambages, de mauvaises bombes ».
L'uranium 235 est fabriqué par l'enrichissement de l'uranium naturel au Y-12 National Security Complex à proximité du Laboratoire national d'Oak Ridge. Des améliorations apportées aux procédés et aux procédures de séparations isotopiques (électromagnétique et gazeuse) entre octobre 1945 et juin 1946 font augmenter la production à environ 69 kg d'uranium 235 par mois, ce qui suffit pour les bombes atomiques de type Mark 1. Une bombe de type Mark 3 est 17,5 fois plus efficace, mais (1) une tonne de minerai d'uranium donne huit fois moins de plutonium que d'uranium 235 et (2) le coût unitaire du plutonium est de quatre à huit fois plus élevé que celui de l'uranium 235, qui coûte à cette époque environ 26 USD par gramme.

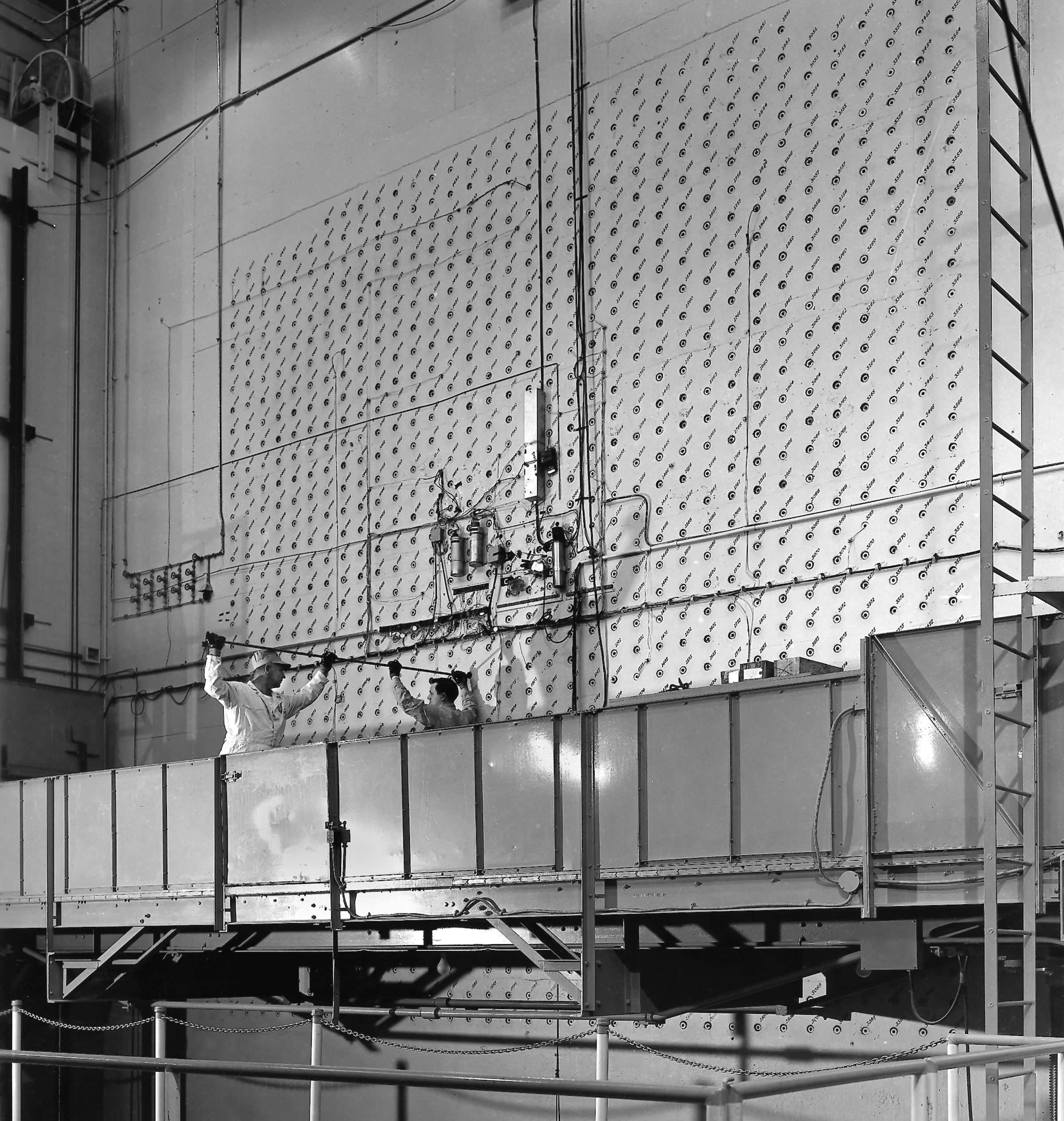
Vers 1943, des employés chargent de l'uranium dans le X10 Graphite Reactor, un réacteur nucléaire qui a servi aux activités de recherche du projet Manhattan. Photo prise par Ed Westcott.

Le plutonium est fabriqué en bombardant l'uranium 238 de neutrons dans trois réacteurs nucléaires de 250 MW au complexe nucléaire de Hanford. En théorie, ils auraient pu fabriquer 0,91 g de plutonium par mégawatt-jour, ce qui donne environ 20 kg par mois. En 1945, la production réelle ne dépasse jamais 6 kg par mois, alors que le cœur d'une bombe de type Mark 3 exige environ 6,2 kg de plutonium. La production de plutonium s'effondre en 1946 à cause d'un gonflement du modérateur au graphite des réacteurs. C'est l'effet Wigner découvert par Eugene Wigner, l'un des scientifiques du projet Manhattan.
Ces réacteurs servent aussi à fabriquer du polonium 210 en irradiant du bismuth 209, qui sert dans les initiateurs de neutrons modulés (en), des composantes essentielles des armes nucléaires. Environ 62 kg de bismuth 209 doit être irradié par des neutrons pendant 100 jours pour en arriver à fabriquer un peu plus de 132 mg de polonium 210, quantité de matériau radioactif qui émet 600 curies. Puisque le polonium 210 a une demi-vie de 138 jours, au moins l'un des réacteurs doit continuer à fonctionner. Le réacteur le plus âgé (B pile) est arrêté dans le but de procéder à sa maintenance et de le moderniser. Il faut presque toute l'année 1946 avant de résoudre le problème du gonflement du modérateur.

## Développement des armes, 1945-1948
Les objectifs de l'opération Sandstone sont de :
1. tester les cœurs nucléaires et les initiateurs d'explosion ;
2. améliorer la théorie et la connaissance des armes à implosion ;
3. tester les cœurs en suspension ;
4. tester les cœurs composites ;
5. établir les conceptions les plus économiques en matière d'usage efficace de matériau fissile.

La suspension est une technique utilisée dans les armes atomiques à implosion. Elle consiste à maintenir à distance le cœur d'une enveloppe creuse, tous deux faits de matériau fissile, à l'aide de fils. Pour tester ce principe en dehors du laboratoire, les fils doivent supporter les secousses et les tensions tout au long du déplacement de l'engin explosif vers la cible, que ce soit au décollage de l'avion ou lors du largage, tout en étant suffisamment fins pour ne pas sensiblement modifier la symétrie sphérique au moment de l'implosion. Le Theoretical Division (ou T Division) du LNLA a complété des simulations de la technique de suspension à l'aide d'ordinateurs dès mars 1945. Cette technique est proposée pendant la planification de l'opération Crossroads, mais la conception de Robert F. Christy, un cœur solide, lui est préférée. Pour l'opération Sandstone, la suspension sera testée au moins deux fois.

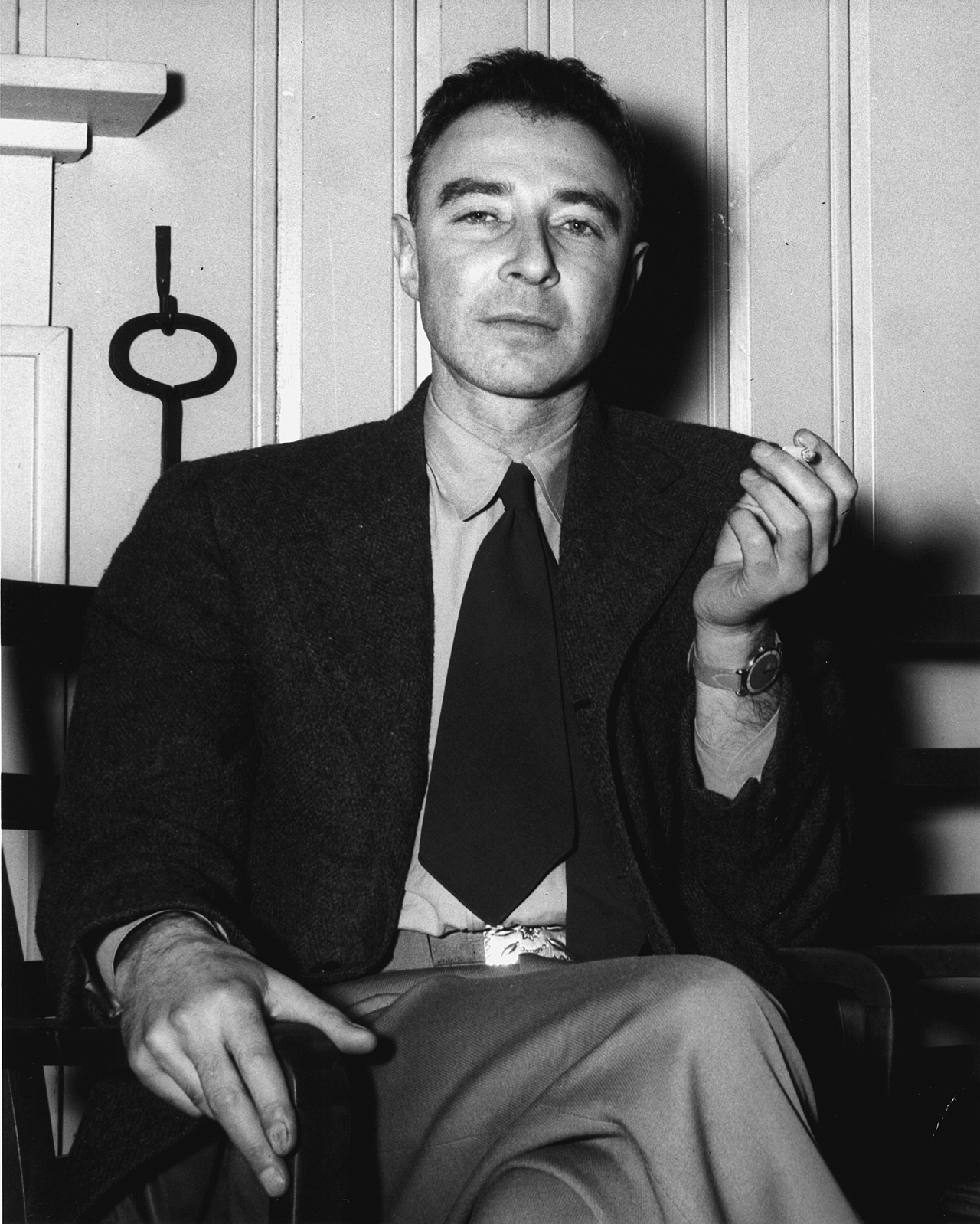
Robert Oppenheimer, directeur scientifique du projet Manhattan, à Oak Ridge au Tennessee vers 1946. Photo de Ed Westcott.

Les études sur le cœur composite visent à établir une meilleure façon d'utiliser les matériaux fissiles. L'usage d'uranium 235 dans une arme à implosion (comme Fat Man), plutôt que dans une bombe à insertion (comme Little Boy) qui exige beaucoup plus de matériau fissile, est étudié. Même si le plutonium est plus coûteux et plus difficile à fabriquer que l'uranium 235, il fissionne plus rapidement, car il est plus sensible au passage des neutrons. En revanche, la lenteur relative de la fission de l'uranium 235 autorise un assemblage de plus grandes masses surcritiques, ce qui théoriquement permettrait la fabrication d'armes encore plus puissantes. En juillet 1945, le physicien Robert Oppenheimer et le général Leslie Richard Groves envisagent de recourir à un cœur composite fait de 3,25 kg de plutonium et de 6,5 kg d'uranium 235. Ces cœurs sont fabriqués en 1946. La priorité du LNLA devient alors la mise au point d'un cœur constitué uniquement d'uranium 235. En janvier 1948, l'arsenal nucléaire des États-Unis comprend 50 cœurs : 36 sont des cœurs composites solides, 9 des cœurs solides de plutonium seulement et 5 des cœurs composites en suspension. Pour tester les nouveaux cœurs en suspension, qu'ils soient composites ou à 100 % d'uranium 235, il est nécessaire de réaliser au moins trois essais.
À cette époque, les scientifiques américains conçoivent des prototypes pouvant exploser avec certitude s'ils comportent des initiateurs moins puissants (qui comprennent donc moins de polonium radioactif, un élément chimique coûteux à produire et à manipuler). Au moment de l'opération Sandstone, l'arsenal nucléaire américain comprend des dizaines d'initiateurs au polonium-béryllium : (1) 50 initiateurs de classe A, où le polonium émet plus de 25 curies et (2) 13 initiateurs de classe B qui émettent de 12 à 25 curies. Il est prévu que l'un des essais se fera avec un initiateur de classe B.

## Préparations

### Organisation

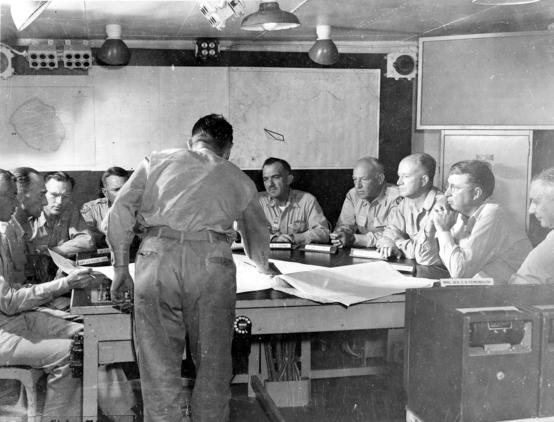
Réunion préparatoire sur le USS Mount McKinley (AGC-7). Sur la photo apparaissent le colonel T. J. Sands, le capitaine James S. Russell, le Dr D. K. Froman, le brigadier général David A. Ogden, le major-général J. D. Barker, le major-général W. E. Kepner, le lieutenant général John E. Hull, le vice-amiral William S. Parsons, le vice-amiral Francis C. Denebrink et le brigadier-général Claude B. Ferenbaugh.

Le président des États-Unis Harry S. Truman autorise les essais le 27 juin 1947. Le directeur des applications militaires de la Commission de l'énergie atomique des États-Unis (AEC), le brigadier général James McCormack, et son adjoint, le capitaine James S. Russell, rencontrent Norris Bradbury, le directeur du LNLA, et John H. Manley, l'un des responsables du projet Manhattan, à Los Alamos le 9 juillet pour planifier les essais. Ils sont tous d'accord pour considérer les essais comme des études scientifiques, le LNLA s'occupant de la direction technique et l'armée, de la logistique et du support technique. Le coût des essais, d'environ 20 millions US$, est partagé entre le département de la Défense des États-Unis et l'AEC. Le lieutenant général John E. Hull est nommé responsable des essais. Le vice-amiral William S. Parsons et le major général William E. Kepner prennent à nouveau le même rôle que lors de l'[[opération Crossroads|opération Crossroads]], c'est-à-dire celui de directeur adjoint. Le Joint Task Force SEVEN (JTF-7) est officiellement créé le 18 octobre 1947. En tant que commandant de l'opération, Hull répond à la fois au Joint Chiefs of Staff et à l'AEC.
Le JTF-7 est composé de 10 366 personnes, parmi lesquelles se trouvent 9 890 militaires. Son quartier-général comprend environ 175 hommes, dont 96 se trouvent à bord du navire USS Mount McKinley (AGC-7). Les autres se trouvent à bord du USS Albemarle (AV-5), du USS Curtiss (AV-4) et du USS Bairoko (CVE-115). Une division spéciale du LNLA, la J Division, est créée pour superviser les essais nucléaires. Un groupe de l'AEC, le Task Group 7.1, est chargé de la préparation et de la détonation des engins nucléaires, ainsi que de la conduite des essais. Il comprend 283 scientifiques et techniciens délégués par la J Division, l’Armed Forces Special Weapons Project, le Naval Research Laboratory, le Naval Ordnance Laboratory, l’Argonne National Laboratory, EG&G, l’Aberdeen Proving Ground, l'AEC et d'autres agences.
Chacun des membres du Task Group 7.1 s'occupe d'un aspect des essais. Le Naval Ordnance Laboratory s'occupe de mesurer la puissance explosive, le Naval Research Laboratory mesure les radiations et l’Argonne National Laboratory mesure le rayonnement gamma. EG&G est sous contrat pour concevoir et installer les systèmes de détonation. Sept dispositifs expérimentaux et six cœurs sont livrés à San Pedro en Californie, puis chargés à bord du USS Curtiss (AV-4), le navire servant à l'assemblage final des engins explosifs, en février 1948. Cependant, l'AEC a seulement autorisé la livraison de trois cœurs.

### Navires
Les forces armées navales sont regroupées dans le Task Group 7.3 :
| Task Unit 7.3.1 - USS Mount McKinley (AGC-7) (vaisseau amiral) Task Unit 7.3.2 Main Naval Task Unit - USS Pickaway (APA-222) - USS Warrick (AKA-89) - USS Curtiss (AV-4) - USS Yancey (AKA-93) - USS Albemarle (AV-5) - USS LST-45 - USS LST-219 - USS Crook County (LST-611) Task Unit 7.3.3 Offshore Patrol - USS Gardiners Bay (AVP-39) - USS Henry W. Tucker (DDR-875) - USS Rogers (DDR-876) - USS Perkins (DDR-877) - USS Spangler (DE-696) - USS George (DE-697) - USS Raby (DE-698) - USS Marsh (DE-699) - USS Currier (DE-700) |

| Task Unit 7.3.4 Helicopter Unit - USS Bairoko (CVE-115) Task Unit 7.3.5 Services Unit - USS Arequipa (AF-31) - USS Pasig (AW-3) - USS YOG-64 - USS YW-94 Task Unit 7.3.6 Cable Unit - USS LSM-250 - USS LSM-378 - Naval Signal Unit No. 1 Task Unit 7.3.7 Boat Pool Unit - USS Comstock (LSD-19) - USS Askari (ARL-30) - USS LCI-549 - USS LCI(L)-1054 - USS LCI(L)-1090 - USS LCI 472 - USS LCI-494 - USS LCI-l194 - USS LCI-1345 |

### Affaires civiles

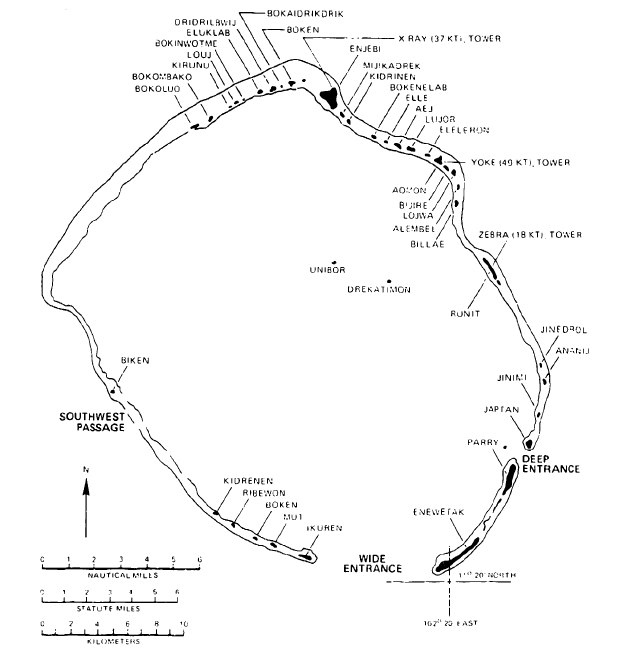
Carte de l'atoll d'Eniwetok. La majorité des îles sont au nord, y compris les trois qui servent de sites d'essais. L'entrée se trouve au sud et l'île d'Eniwetok se trouve à sa droite.

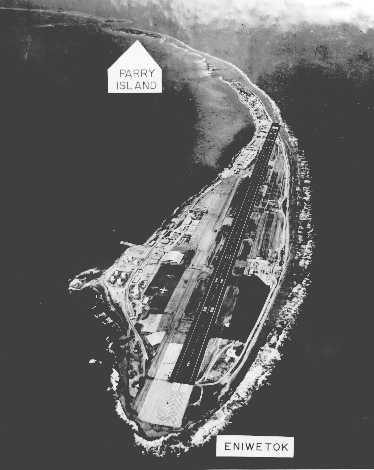
Vue aérienne de la piste d'atterrissage de l'atoll d'Eniwetok.

En septembre 1947, le lieutenant-général John E. Hull, le capitaine James S. Russell, nommé responsable des essais le 14 octobre, et le directeur scientifique du JTF-7, Darol K. Froman du LNLA, rencontrent un groupe de scientifiques et d'officiers militaires pour examiner les différents sites d'essais dans l'océan Pacifique. L'atoll d'Eniwetok est choisi le 11 octobre. Il est éloigné, possède un bon port et une piste d'aérodrome. Un courant marin important circule à proximité et des vents soufflent sur l'atoll. Si les explosions créent beaucoup de retombées radioactives, elles seront rapidement emportées au loin et diluées dans l'océan et l'atmosphère, contrainte ajoutée depuis les essais à l'atoll de Bikini pendant l'opération Crossroads.
Puisque le Territoire sous tutelle des îles du Pacifique est administré par les États-Unis mais sous la supervision de l'ONU, le Conseil de sécurité des Nations unies est averti le 2 décembre des essais à venir. L'atoll est habité par les dri-enewetak, qui vivent sur l'île d'Aomon, et les dri-enjebi, qui vivent sur l'île de Bijire. Au début de la Seconde Guerre mondiale, ils habitent les îles d'Enewetak et d'Enjebi, mais ont été déplacés pour faciliter la construction de bases militaires. La population, environ 140 personnes, a été temporairement relogée sur l'île de Meck pendant l'opération Crossroads. Cette fois-ci, l'atoll d'Ujelang, à 230 km au sud-ouest d'Eniwetok, inhabité et d'une superficie de 1,73 km2, est choisi. Un bataillon de la marine américaine entame des travaux de construction le 22 novembre. Les autorités militaires américaines rencontrent les chefs coutumiers le 3 décembre et s'entendent sur les modalités de relocalisation. Le navire USS King County (LST-857) transporte les habitants à partir du 20 décembre. Un navire de type LST et quatre avions C-54 sont mis en état d'alerte pour évacuer les habitants d'Ujelan en cas de retombées radioactives, mais ils ne seront pas requis.
Au contraire de l'opération Crossroads, largement médiatisée, l'opération Sandstone est menée avec peu de publicité. Le 15 avril, des politiciens à Washington, D.C. discutent encore de la possibilité de faire une annonce publique. Le lieutenant général John E. Hull s'oppose à toute annonce avant que les essais ne soient achevés, mais les commissaires de l'AEC croient qu'il y aura des fuites d'information et, dès lors, les États-Unis paraîtront vouloir dissimuler des informations importantes. Il est en conséquence décidé de faire une annonce de dernière minute. Aucune information n'est transmise sur les raisons de l'opération et de courtes dépêches de presse sont publiées. Le 18 mai, lorsque les essais sont terminés, le lieutenant général John E. Hull tient une conférence de presse à Hawaï, mais n'autorise les citations que des textes écrits.

### Construction
Toute végétation est éliminée des îles d'Enjebi, d'Aomon et de Runit, qui sont de plus aplanies pour faciliter l'installation des instruments. Une chaussée est construite entre l'île d'Aomon et l'île de Bijire de façon à permettre aux câbles de courir de la tour d'essai sur Aomon à la station de surveillance sur Bijire. Les détonations sont programmées de façon à limiter les retombées radioactives sur les futurs sites d'essais. Le Task Group 7.2, responsable des travaux de construction, se compose de différentes unités, dont le 1220th Provisional Engineer Battalion (travaux d'ingénierie), le 1219th Signal Service Platoon (communications) et le 461st Transportation Amphibious Truck Company (transport amphibie).

## Essais
| Nom   | Date          | Lieu                   | Puissance explosive |
| ----- | ------------- | ---------------------- | ------------------- |
| X-Ray | 14 avril 1948 | île d'Engebi, Eniwetok | 37 kt               |
| Yoke  | 30 avril 1948 | île d'Aomon, Eniwetok  | 49 kt               |
| Zebra | 15 mai 1948   | île de Runit, Eniwetok | 18 kt               |

Comme pour l'[[opération Crossroads|opération Crossroads]], chaque essai reçoit une désignation propre, qui suit le Joint Army/Navy Phonetic Alphabet. Tous les prototypes sont des engins explosifs Mark 3 modifiés et sont installés sur des tours à une hauteur de 61 m. Le moment exact des mises à feu est la conséquence de compromis. Les mesures du rayonnement gamma doivent être réalisées de nuit, mais les B-17 téléguidés qui recueillent des échantillons d'air doivent voler lorsque le Soleil brille pour pouvoir les diriger. Il est alors entendu que toutes les mises à feu se font un peu avant l'aube.
L'engin explosif X-Ray utilise un cœur composite en suspension. Il est mis à feu sur l'île d'Enjebi le 15 avril 1948 à 6 h 17 et dégage une puissance explosive de 37 kilotonnes. Les observateurs sur les navires dans le lagon voient un éclat lumineux et sentent la chaleur irradiée. Un nuage de condensation de 9,3 km de diamètre enveloppe rapidement la boule de feu, qui brille dans le nuage. Le bruit de l'explosion atteint les observateurs de 45 à 50 secondes après son déclenchement.

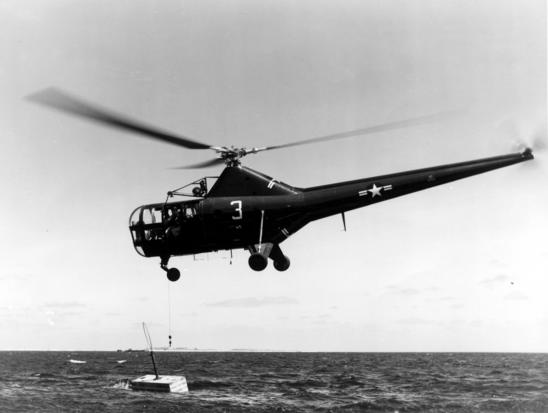
Pendant l' en 1948, un hélicoptère Sikorsky HO3S recueille des échantillons d'eau d'un radeau en balsa attaché à un câble.

Vingt minutes plus tard, le USS Bairiko (CVE-115) lance un hélicoptère Sikorsky HO3S qui recueillera des échantillons. Le navire met aussi à l'eau des bateaux pour mesurer les niveaux de radioactivité dans le lagon. Un B-17 téléguidé vole dans les nuages radioactifs. Un char d'assaut léger téléguidé est aussi envoyé pour recueillir des échantillons de sol du cratère ainsi créé, mais tombe en panne pendant sa mission et sera remorqué dix jours plus tard.

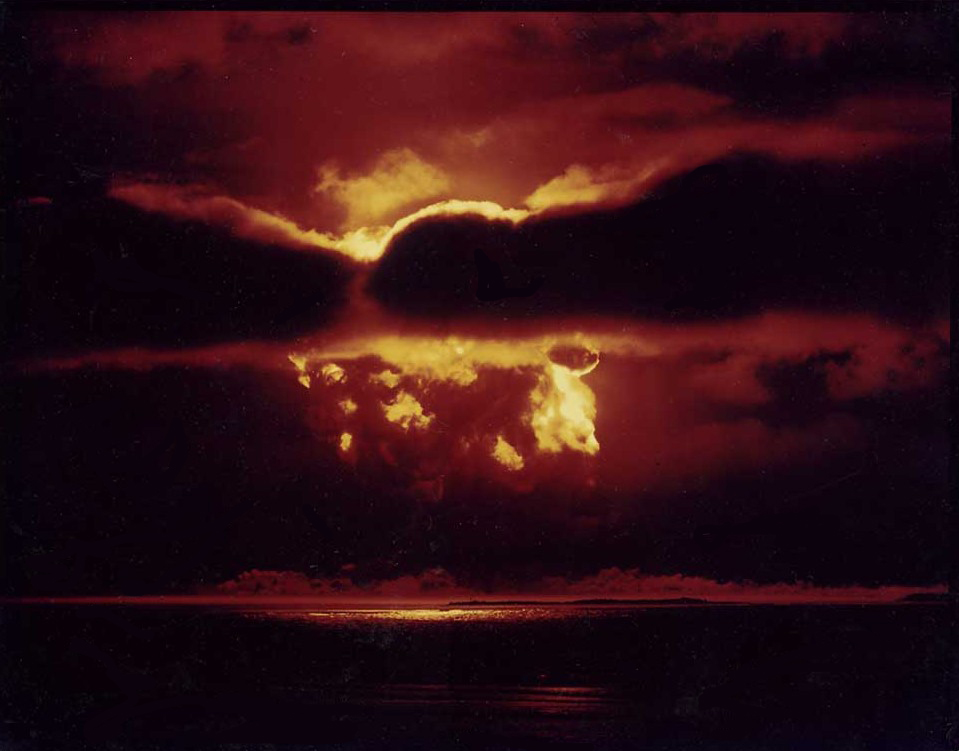
Boule de feu consécutive à l'explosion Yoke.

L'engin explosif Yoke comprend un cœur en suspension seulement composé d'uranium 235. Il est mis à feu sur l'île d'Aomon le 1er mai à 6 h 9, un jour plus tard que prévu à cause de vents défavorables. Les observateurs voient à nouveau un éclair similaire tout comme ils ressentent la même chaleur irradiée, mais le nuage de condensation est de 11 km et le bruit de l'explosion plus intense. Un observateur compare le bruit à celui d'« un sac en papier gonflé qui est écrasé avec beaucoup de force dans une petite pièce, ». Sa puissance de 49 kilotonnes est en effet la plus puissante explosion nucléaire à ce moment, mais l'engin est jugé inefficace car il consomme beaucoup de matériau fissile.
L'engin explosif Zebra est mis à feu sur l'île de Runit le 15 mai 1948 à 6 h 4. Le directeur de l'AEC, David Lilienthal, affirme que c'est « le plus difficile et le plus important » essai des trois. En effet, il a recours à un initiateur de classe B. Son explosion démontre que ce type d'initiateur suffit. Encore une fois, les observateurs perçoivent l'éclair et entendent le bruit de l'explosion. Cependant, la base du nuage de condensation se situe à 610 m de haut, ce qui facilite de beaucoup son observation, le rend plus brillant et le fait durer plus longtemps que les deux autres. Cette explosion dégage 18 kilotonnes de puissance, moins que les deux précédentes.

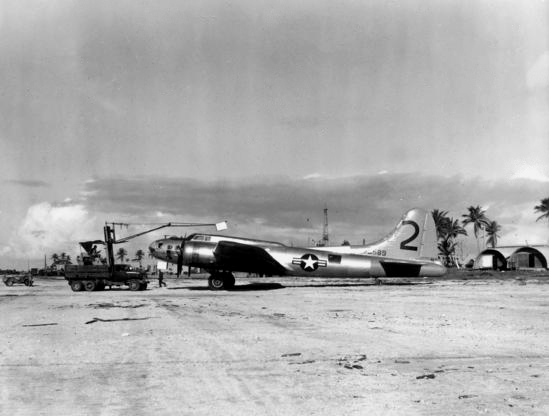
Des filtres sont retirés d'un Boeing B-17 téléguidé après qu'il a volé dans des nuages radioactifs.

Les procédures de mesure réalisées lors des essais précédents sont reprises, mais cette fois un câble est bloqué lorsqu'il est tracté et des soldats sont envoyés récupérer les échantillons à bord d'une Jeep, ce qui les expose à un excédent de radiations. Le personnel du LNLA qui a récupéré les filtres des B-17 téléguidés a en apparence exécuté sans erreur les procédures pour les tirs X-Ray et Yoke, mais trois employés ont souffert de brûlures aux mains causées par les radiations. Elles sont suffisamment importantes pour qu'ils soient hospitalisés et reçoivent des greffes cutanées. Par la suite, l'un des hommes qui a retiré l'un des filtres après l'essai Yoke découvre des brûlures sur ses mains et est hospitalisé, mais reçoit son congé le 28 mai. Le char d'assaut léger téléguidé éprouve à nouveau une panne, mais cette fois-ci des échantillons sont prélevés du sol du cratère par un char de remplacement. Les deux chars seront jetés dans l'océan plus tard.
L'île de Runit a servi à l'essai Cactus lors de l'opération Hardtack I en 1958. L'engin explosif de 18 kilotonnes a creusé un cratère dans l'île. De 1977 à 1980, 85 000 m3 de sols radioactifs, provenant des îles contaminées de l'atoll d'Eniwetok, sont enfouis dans le cratère, qui est ensuite recouvert d'un dôme de béton surnommé le « Cactus Dome ».

## Résultats
Le succès des essais, qui ont mis en œuvre de nouveaux cœurs, influence profondément la recherche américaine sur les armes nucléaires. Presque toutes les composantes des autres armes nucléaires sont obsolètes. Avant même que le troisième essai ne soit exécuté, Norman Bradbury ordonne à la fois l'arrêt de la fabrication des autres cœurs et exige que tous les efforts soient concentrés sur la conception du modèle Mark 4, qui deviendra la première bombe fabriquée en série. L'usage plus efficace des matériaux fissiles fait passer le nombre d'engins explosifs de 56 en juin 1948 à 169 en juin 1949. Les bombes Mark 3 sont retirées du service en 1950. Au même moment, de nouvelles unités de production sont mises en service et le problème causé par l'effet Wigner est résolu. En mai 1951, le volume de production de plutonium est de douze fois supérieur à celui de 1947, la production d'uranium 235 a été multipliée par huit. Le commandant de l’Armed Forces Special Weapons Project, le major général Kenneth D. Nichols, en conclut que l'époque de la pénurie est terminée. Il écrit « que nous pouvons penser en termes de milliers d'armes plutôt que de centaines ».

### Citations originales
1. ↑  (en) « we had, to put it bluntly, lousy bombs »
2. ↑  (en) « a paper bag which is forcefully burst in a small room »
3. ↑  (en) « hardest and most important »
4. ↑  (en) « that we should be thinking in terms of thousands of weapons rather than hundreds »